# Марченкова, Виктория Германовна
Виктория Марченкова (род. 1987, Москва, СССР) — российская художница.
Номинант Премии Кандинского 2012 в номинации «Молодой художник» и Премии Кандинского 2014 в номинации «Научная работа» за диссертацию «Особенности языка нарративного видеоарта». Вошла в рейтинг топ-100 молодых российских художников газеты The Art Newspaper Russia 2014 года, рейтинг российского арт-рынка In Art (2018).

## Биография
Виктория Марченкова родилась в 1987 году в Москве. Выпускница Школы Родченко, аспирантуры РГГУ, кандидат искусствоведения.
В 2012 году Виктория Марченкова окончила мастерскую Кирилла Преображенского в Школе Родченко (отделение видеоарта). Наряду с этапами коллективной работы в группах VIDIOT, а затем «Потрясающие курочки» (совместно с Марией Агуреевой и Ксенией Сорокиной), она последовательно развивала свой пластический язык и уточняла художественную стратегию.
«Энциклопедизм тем — от российско-китайских отношений до порнографии — в работе Марченковой сочетается с исследованием эффектов зрения и сознания, механизмов памяти. Принадлежа к поколению, рождённому в конце 1980-х, большое внимание художница оказывает судьбе собственной страны, соотношению локальных тенденций и импортированных образов».

## Персональные выставки
- 2015 — Любое Ощущение Послал Бог. Галерея Osnova, Винзавод, Москва. Be Calm And VIP. Галерея We ART, Николина Гора, Москва.
- 2014 — Преодоление любви. Квартирная галерея Якова (Шифры) Каждан, Москва.
- 2011 — Вычитание. Школа фотографии и мультимедиа им. Родченко, Москва.[7]

## Групповые выставки
- 2019 — Учебная тревога (в рамках Винзавод. Open), Винзавод, Москва; Пусть счастливая звезда сияет в высоте, Гум.Red-line, Москва; #cassisair, Cassis Artist Residency, Касси.
- 2017 — Взлет. Выставка-прогноз. Павильон Гидрометеорологии, ВДНХ, Москва.
- 2015 — Открытые системы. Опыты художественной самоорганизации в России. 2000—2015. Музей современного искусства «Гараж», Москва
- 2014 — Котики в Манеже. Новый манеж, Москва. 1:0. Параллельная программа «Манифесты 10». Театр «Практика», Москва[8]
- 2013 — Труд одним планом. В рамках проекта Антье Эман и Харуна Фароки. Музей современного искусства, Лодзь; Гёте-Институт, Монреаль; Университетский музей современного искусства, Мехико и т. д. 9-я Каунасская биеннале. Основной проект. Музей Курлениса, Каунас. Зачем мы ходим на выставки. Мультимедиа Арт Музей, Москва. Код эпохи. Всероссийский музей декоративно-прикладного и народного искусства, Москва. Что находится за этим занавесом. Галерея Random, Москва.
- 2012 — Выставка номинантов Премии Кандинского 2012. Ударник, Москва. Без исключений. Мультимедиа Арт Музей, Москва.
- 2011 Insight/foresight. Совместно с Центром инноваций Сколково. Центр современной культуры Гараж, Москва. Космос-2. Красноярский музейный центр, Красноярск. Перформативный архив. Галерея Е. К. Артбюро, Москва.
- 2010 — (M)other Russia. Foundry-club, London. Sense and sensibility. ARTPLAY, Москва.

## Преподавательская деятельность
- 2014 — Мастер-классы в рамках Образовательной программы для подростков Биеннале молодого искусства, Музей Москвы.[9]
- 2014 — Семинар «История российского видеоарта», РГГУ.
- 2013 — Цикл лекций «Нарративные стратегии в современном искусстве», Уник.
- 2012-2015 — Практический курс «Видеосъемка и монтаж», Школа Родченко.